# Окружность Конвея
В планиметрии теорема Конвея об окружности утверждает следующее. Пусть стороны, пересекающиеся в каждой вершине треугольника, продолжаются дальше на длину противоположной стороны. Тогда шесть точек, являющиеся свободными концами шести полученных таким образом отрезков (длины трех пар из которых одинаковы), лежат на окружности, центр которой является инцентром треугольника. Окружность, на которой лежат эти шесть точек, называется окружностью Конвея данного треугольника.,. Теорема и круг названы в честь математика Джона Хортона Конвея.

Окружность Конвея треугольника с шестью концентрическими точками (сплошная черная), окружность треугольника (пунктирно-серая) и центр обеих окружностей (белый); сплошные и пунктирные отрезки одного цвета имеют одинаковую длину

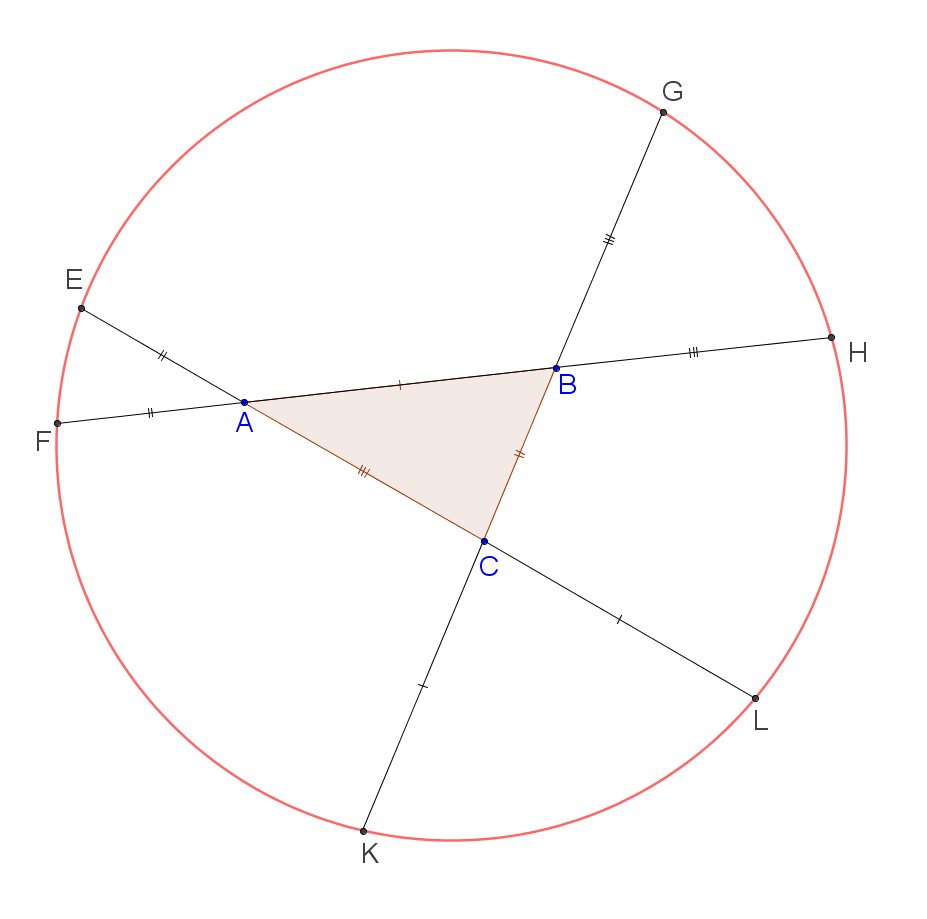
Окружность Конвея

.

### Слабая точка в треугольнике
- Слабая точка в треугольнике (weak point) та, у которой может найтись близнец с помощью её ортогонального сопряжения за пределы треугольника. Например, инцентр, Точка Нагеля и другие являются слабыми точками, ибо допускают получение аналогичных точек при их сопряжении за пределы треугольника.[5].
- В силу выше сказанного, сама окружность Конвея и ее центр имеют трёх близнецов.

### Список объектов, названных в честь Джона Хортона Конвея
- Список объектов, названных в честь Джона Хортона Конвея

## Список литературы
1. ↑  John Horton Conway. www.cardcolm.org. Дата обращения: 29 мая 2020. Архивировано 20 мая 2020 года.
2. ↑  Weisstein, Eric W. Conway Circle (англ.) на сайте Wolfram MathWorld.
3. ↑  Francisco Javier García Capitán (2013). A Generalization of the Conway Circle (PDF). Forum Geometricorum. 13: 191–195. Архивировано (PDF) 21 апреля 2018. Дата обращения: 18 августа 2022.
4. ↑  Мякишев А. Прогулки по окружностям: от Эйлера до Тейлора// Математика. Все для учителя! № 6 (6). июнь. 2011. с. 11, рис. 14// https://www.geometry.ru/persons/myakishev/papers/circles.pdf Архивная копия от 22 августа 2022 на Wayback Machine
5. ↑  Мякишев А. Прогулки по окружностям: от Эйлера до Тейлора// Математика. Все для учителя! № 6 (6). июнь. 2011. с. 11, правая колонка, 2-й абзац сверху// https://www.geometry.ru/persons/myakishev/papers/circles.pdf Архивная копия от 22 августа 2022 на Wayback Machine

## Внешние ссылки
- Кимберлинг, Кларк. "Энциклопедия центров треугольника".